# جون فرانكلين غراي
جون فرانكلين غراي (بالإنجليزية: John Franklin Gray)‏ هو معالج مثلي ‏ أمريكي، ولد في 23 سبتمبر 1804 في Sherburne, New York ‏ في الولايات المتحدة، وتوفي في 5 يونيو 1881.